# Francesc Torredemer i Marcet
Francesc Torredemer i Marcet   (Terrassa, 27 d'octubre de 1943 - Baqueira-Beret, 29 de gener de 1981), conegut com a Paco Torredemer, fou un editor i pilot d'automobilisme català. Emparentat amb els propietaris de la fàbrica tèxtil terrassenca Torredemer, el 1966 es va associar amb el seu amic Geni Baturone per a llançar una revista especialitzada, Fórmula, que esdevingué la publicació d'automobilisme de referència durant anys.
Paco Torredemer es va morir a l'estació d'esquí de Baqueira-Beret en caure d'un telecadira a les pistes negres, mentre mirava d'ajudar un altre esquiador que tenia problemes.

## Trajectòria esportiva
Habitual del circuit de Montjuïc, hi competí amb diverses marques d'automòbil, entre elles Fiat, BMW, SEAT, Ferrari, Alpine, Abarth, Lola, Porsche i Ford. Va participar també en diversos ral·lis i pujades de muntanya, amb èxits com ara la victòria absoluta amb un petit Fiat Abarth a la Pujada al Montseny de 1966 o el segon lloc a la Pujada a la Rabassada de 1974, darrere de Joan Fernández. A més, el 1974 va guanyar el Campionat d'Espanya de Velocitat Turismes i la Copa Barcelona de Turismes.